# Viola cryana
Viola cryana (Frans: Violette de Cry) is een uitgestorven soort uit het geslacht viooltje (Viola). De soort was endemisch in de kalksteenontsluitingen in de omgeving van Cry en Tonnerre in het Franse departement Yonne. De plant is in 1860 ontdekt en is in 1878 wetenschappelijk beschreven en benoemd.
De plant ging ten onder aan vernietiging van zijn habitat ten gevolge van het delven van kalksteen dat met name werd gebruikt voor de productie van cement. Door verzamelaars van wilde planten nam de populatie steeds verder af waardoor de plant uiteindelijk uitstierf. De soort werd in 1951 voor het laatst gezien en is vermoedelijk tijdens de jaren vijftig van de twintigste eeuw uitgestorven.

## Determinatie
De plant werd niet hoger dan 10 cm. De soort had gladde stengels. De bladeren waren dik, vlezig en lichtgroen van kleur. De steunblaadjes waren oppervlakkig ingesneden en hadden een gaafrandige middenlob. De relatief grote bloemen bestonden uit geheel violette kroonbladeren en een bloemkelk met een spoor van 6–7 mm.
... · 
V. arvensis (akkerviooltje) · 
V. ×bavarica (middelst bosviooltje) · 
V. biflora (tweebloemig viooltje) · 
V. calcarata (langsporig viooltje) · 
V. canina (hondsviooltje) · 
V. cornuta (hoornviooltje) · 
V. cryana · 
V. curtisii (duinviooltje) · 
V. epipsila · 
V. guestphalica (violette zinkviooltje) · 
V. hirta (ruig viooltje) · 
V. ircutiana · 
V. kusnezowiana · 
V. lutea · 
V. lutea subsp. calaminaria (zinkviooltje) · 
V. lutea subsp. lutea (geel viooltje) · 
V. lutea subsp. elegans ·
V. mirabilis (wonderviooltje) · 
V. odorata (maarts viooltje) · 
V. palustris (moerasviooltje) · 
V. persicifolia (melkviooltje) · 
V. pubescens · 
V. reichenbachiana (donkersporig bosviooltje) · 
V. riviniana (bleeksporig bosviooltje) · 
V. rupestris (zandviooltje) · 
V. tricolor (driekleurig viooltje) · 
...